# Snooker-Saison 2003/04
Die Snooker-Saison 2003/04 war eine Serie von Snooker-Turnieren, die der Main Tour angehören. Im Vergleich zur Vorsaison wurde der Tourkalender um eine weitere Veranstaltung gekürzt. Bei acht der elf Turniere ging es neben dem Titel auch um Weltranglistenpunkte. Zu den Ausnahmen gehörte unter anderem traditionellerweise das Masters.
Nicht mehr zur Main Tour zählten die Benson & Hedges Championship, die nun als Qualifikationsturnier ausgetragen wurden und dem Sieger einen Startplatz beim Masters einbrachten. Nach 22 Jahren (einschließlich eines Jahres Pause) wurden die Scottish Masters nicht mehr ausgetragen. Die Scottish Open fanden in diesem Jahr als Players Championship zum vorerst letzten Mal statt.
Die Saison begann am 19. August 2003 mit den zwei Events der neuen Euro-Asia Masters Challenge und endete wie üblich mit dem Weltmeisterschaftsfinale am 3. Mai 2004.

## Saisonergebnisse
Die folgende Tabelle zeigt die Endspielergebnisse der Saison.
| Datum                     | Turnier                                    | Austragungsort | Art                   | Sieger            | Finalist          | Ergebnis |
| 19. bis 24. August 2003   | Euro-Asia Masters Challenge 2003 – Event 1 | Hongkong       | Einladungsturnier     | James Wattana     | Ken Doherty       | 6:4      |
| 29. bis 31. August 2003   | Euro-Asia Masters Challenge 2003 – Event 2 | Bangkok        | Einladungsturnier     | Ken Doherty       | Marco Fu          | 5:2      |
| 4. bis 12. Oktober 2003   | LG Cup 2003                                | Preston        | Weltranglistenturnier | Mark J. Williams  | John Higgins      | 9:5      |
| November 2003             | Merseyside Professional 2003               | Liverpool      | Non-ranking-Turnier   | Stephen Maguire   | Mark Davis        | 5:1      |
| 8. bis 16. November 2003  | British Open 2003                          | Brighton       | Weltranglistenturnier | Stephen Hendry    | Ronnie O’Sullivan | 9:6      |
| 18. bis 30. November 2003 | UK Championship 2003                       | York           | Weltranglistenturnier | Matthew Stevens   | Stephen Hendry    | 10:8     |
| 19. bis 25. Januar 2004   | Welsh Open 2004                            | Newport        | Weltranglistenturnier | Ronnie O’Sullivan | Steve Davis       | 9:8      |
| 1. bis 8. Februar 2004    | Masters 2004                               | London         | Einladungsturnier     | Paul Hunter       | Ronnie O’Sullivan | 10:9     |
| 1. bis 6. März 2004       | European Open 2004                         | Portomaso      | Weltranglistenturnier | Stephen Maguire   | Jimmy White       | 9:3      |
| 23. bis 28. März 2004     | Irish Masters 2004                         | Dublin         | Weltranglistenturnier | Peter Ebdon       | Mark King         | 10:7     |
| 3. bis 11. April 2004     | Players Championship 2004                  | Glasgow        | Weltranglistenturnier | Jimmy White       | Paul Hunter       | 9:7      |
| 17. April bis 3. Mai 2004 | Snookerweltmeisterschaft 2004              | Sheffield      | Weltranglistenturnier | Ronnie O’Sullivan | Graeme Dott       | 18:8     |

## Weltrangliste
Die Snookerweltrangliste wird nur nach jeder vollen Saison aktualisiert und berücksichtigt die Leistung der vergangenen zwei Spielzeiten. Die folgende Tabelle zeigt die 32 bestplatzierten Spieler der Saison 2003/04, sie beruht also auf den Ergebnissen aus 2001/02 und 2002/03. In den Klammern wird jeweils die Vorjahresplatzierung angegeben.
| Platz 1 – 8 | Platz 1 – 8           | Platz 9 – 16 | Platz 9 – 16        | Platz 17 – 24 | Platz 17 – 24         | Platz 25 – 32 | Platz 25 – 32       |
| ----------- | --------------------- | ------------ | ------------------- | ------------- | --------------------- | ------------- | ------------------- |
| 1           | Mark Williams (2)     | 9            | Matthew Stevens (8) | 17            | Ali Carter (31)       | 25            | Drew Henry (22)     |
| 2           | Stephen Hendry (6)    | 10           | Alan McManus (15)   | 18            | Chris Small (29)      | 26            | Ian McCulloch (43)  |
| 3           | Ronnie O’Sullivan (1) | 11           | Steve Davis (25)    | 19            | Marco Fu (27)         | 27            | Joe Swail (16)      |
| 4           | John Higgins (4)      | 12           | David Gray (19)     | 20            | Anthony Hamilton (17) | 28            | Dominic Dale (20)   |
| 5           | Stephen Lee (7)       | 13           | Graeme Dott (12)    | 21            | Robert Milkins (33)   | 29            | Mark Selby (53)     |
| 6           | Ken Doherty (5)       | 14           | Quinten Hann (14)   | 22            | Mark King (11)        | 30            | John Parrott (18)   |
| 7           | Peter Ebdon (3)       | 15           | Jimmy White (10)    | 23            | Dave Harold (21)      | 31            | Anthony Davies (26) |
| 8           | Paul Hunter (9)       | 16           | Joe Perry (13)      | 24            | Tony Drago (28)       | 32            | Robin Hull (39)     |

## Spieler der Saison 2003/04
Auch wenn die Anzahl der Spieler auf der Profitour offenbar zur Diskussion stand, wurden wie in den vorherigen Saisons erneut 128 Startberechtigungen vergeben. Zunächst qualifizierten sich die Top 80 der Endwertung der Weltrangliste 2002/03 direkt für die nächste Saison. Da der 76. der Weltrangliste, der Schotte Euan Henderson, seine Karriere zum Saisonende beendet hatte, qualifizierte sich mit dem Waliser Lee Walker auch der 81. der Weltrangliste direkt. 16 Plätze wurden über die Ein-Jahres-Weltrangliste 2002/03 vergeben, 25 weitere über die Challenge Tour 2002/03. Die übrigen sieben Plätze wurden über Wildcards der WPBSA an Amateurspieler vergeben, die in den vorherigen Monaten durch sehr gute Ergebnisse bei unterschiedlichen Turnieren Aufmerksamkeit erregt hatten.
| Qualifikation über die Ein-Jahres-Rangliste (16 Spieler) 1. David Gilbert 2. Johl Younger 3. Craig Butler 4. Martin Dziewialtowski 5. Simon Bedford 6. Andrew Norman 7. Luke Fisher 8. Tony Jones 9. Jamie Cope 10. Peter Lines 11. Munraj Pal 12. Ricky Walden 13. Jason Ferguson 14. Joe Johnson 15. Colm Gilcreest 16. Atthasit Mahitthi WPBSA-Wildcards (sieben Spieler) 1. Steve Mifsud 2. Ding Junhui 3. Supoj Saenla 4. Neil Robertson 5. Gary Hardiman 6. Alain Robidoux 7. Liu Song | Qualifikation über die Challenge Tour 2002/03 (25 Spieler) 1. Martin Gould 2. Tom Ford 3. Chris Melling 4. Michael Rhodes 5. Kurt Maflin 6. Paul Sweeny 7. Scott MacKenzie 8. Ian Preece 9. James Leadbetter 10. Luke Simmonds 11. Adrian Rosa 12. Gary Thomson 13. Ian Brumby 14. Michael Wild 15. Steven Bennie 16. Stuart Mann 17. Joe Delaney 18. Joe Meara 19. Stephen Croft 20. Carlo Giagnacovo 21. Mehmet Husnu 22. Ian Sargeant 23. Philip Williams 24. Darryn Walker 25. Andy Neck |